# Naen
Naen (auch: Maen Island, Maen-tō, Piganiyaroyaro-To) ist ein Motu des Rongelap-Atolls der pazifischen Inselrepublik Marshallinseln.

## Geographie
Naen bildet mit zwei kleinen Schwesterinseln die Nordwestspitze des Rongelap-Atolls. Nach Süden erstreckt sich der geschlossene Riffsaum über ca. 10 km bis zum West Pass. Nach Osten erstreckt sich der Riffsaum über ca. 8 km bis zum Motu Aerik. Die Insel ist unbewohnt und seit dem Kernwaffentest der Bravo-Bombe atomar verseucht.